# Gusztáv és a lényeg
A Gusztáv és a lényeg a Gusztáv című rajzfilmsorozat harmadik évadának tizenkilencedik epizódja.

## Rövid tartalom
Nem mindig helyes cél érdekében pazaroljuk energiáinkat.

## Alkotók
- Rendezte: Nepp József
- Írta: Dargay Attila, Jankovics Marcell, Nepp József
- Zenéjét szerezte: Deák Tamás
- Operatőr: Nagy Csaba
- Hangmérnök: Horváth Domonkos
- Vágó: Czipauer János
- Tervezte: Gémes József
- Háttér: Szálas Gabriella
- Rajzolták: Bakai Piroska, Cser Zsuzsa
- Színes technika: Dobrányi Géza, Kun Irén
- Gyártásvezető: Bártfai Miklós

Készítette a Pannónia Filmstúdió.